# Mariager
Mariager – miasto w Danii, w regionie Jutlandia Północna, w gminie Mariagerfjord.